# 타이 비엣젯 항공의 운항 노선
타이 비엣젯 항공 다음과 같은 노선을 운항하고 있다.

## 운항 노선

### 아시아
- 인도
  - 가야 - 가야 공항 계절편
- 태국
  - 방콕 - 수완나품 공항 허브
  - 치앙마이 - 치앙마이 국제공항
  - 치앙라이 - 매파루앙 치앙라이 국제공항
  - 끄라비 - 끄라비 국제공항
  - 파타야 - 우타파오 국제공항[1]
  - 푸껫 - 푸껫 국제공항
  - 우돈타니 - 우돈타니 국제공항[2]
  - 핫야이 -  핫야이 국제공항
  - 꼰깬 -  꼰깬 공항
  - 나콘시탐마랏 -  나콘시탐마랏 공항
  - 우본랏차타니 -  우본랏차타니 공항
  - 수랏타니 -  수랏타니 국제공항

- 베트남
  - 껀터 - 껀터 국제공항
  - 달랏 - 리엔크엉 국제공항
  - 다낭 - 다낭 국제공항[3]
  - 호치민 - 떤선녓 국제공항[1]